# خالد بلان
خالد بلان صابر يوسف  (1946 - 3 مارس 1983)، لاعب كرة قدم قطري سابق ولد في الدوحة عام 1946 وتوفي شابا 3 مارس 1983 عن ستة وثلاثين عاما.
و هو أخ اللاعب طالب بلان.

## كأس الخليج 1970
و قد سجل هدف في مرمى منتخب الكويت لكرة القدم، وقد سجل هدف في مرمى منتخب السعودية لكرة القدم، وقد اختير أفضل لاعب في البطولة.